# Austin Bernicke
Austin Bernicke (ur. w 1908 lub 1909 – zm. 13 stycznia 1977, Nauru) – nauruański polityk.
Studiował na wydziale lekarskim w Australii.
Reprezentował okręgi wyborcze Buada i Ubenide. Był członkiem Lokalnej Rady Samorządowej Nauru, a następnie Rady Legislacyjnej Nauru. W Parlamencie Nauru, był ministrem zdrowia i edukacji w gabinecie Hammera DeRoburta. Był również wiceprzewodniczącym tej izby, a także jej sekretarzem.
W dniu 13 stycznia 1977 roku, Bernicke zmarł w jednym z nauruańskich szpitali. Miał ukończone 68 lat.